# Суха-Весь
Суха-Весь (пол. Sucha Wieś) — село в Польщі, у гміні Рачки Сувальського повіту Підляського воєводства.
Населення — 149 осіб (2011).
У 1975-1998 роках село належало до Сувальського воєводства.

## Демографія
Демографічна структура станом на 31 березня 2011 року:
|          | Загалом | Допрацездатний вік | Працездатний вік | Постпрацездатний вік |
| -------- | ------- | ------------------ | ---------------- | -------------------- |
| Чоловіки | 73      | 19                 | 48               | 6                    |
| Жінки    | 76      | 18                 | 44               | 14                   |
| Разом    | 149     | 37                 | 92               | 20                   |